# Kamloops
Kamloops és una ciutat de la part central sud de la província de la Colúmbia Britànica al Canadà, es troba a la confluència de les dues branques del Thompson River prop del Llac Kamloops. L'any 2011 tenia 85.678 habitants. Va ser fundada, amb el nom de Fort Kamloops, l'any 1811 com a punt de comerç de pells. Anteriorment hi vivien els amerindis Cree-Saulteaux i els Secwepemc

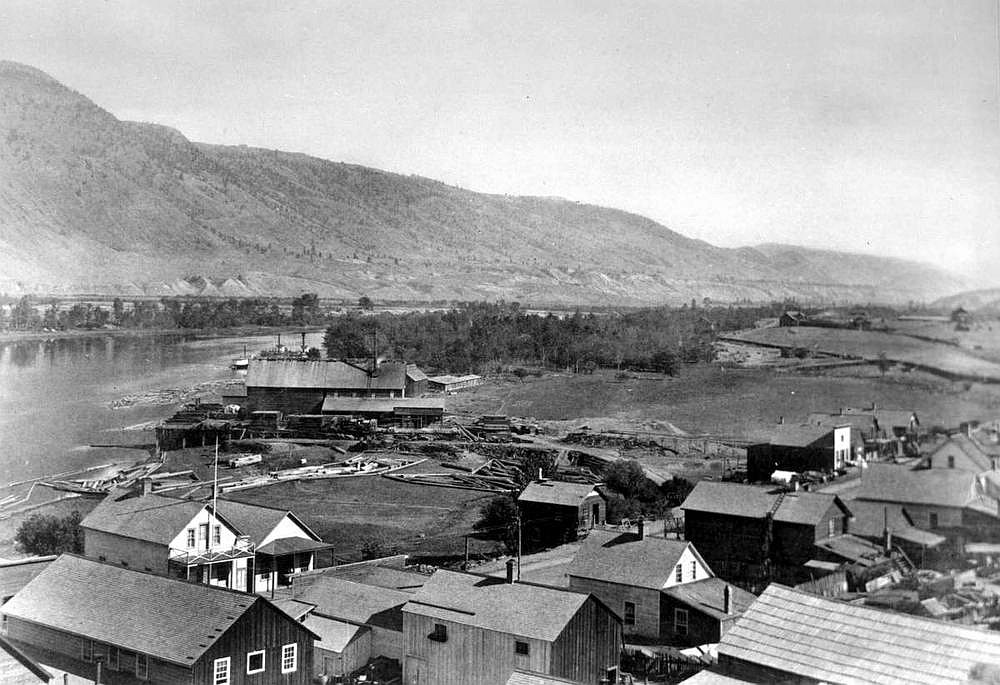
Kamloops i el Thompson River, 1886

## Etimologia

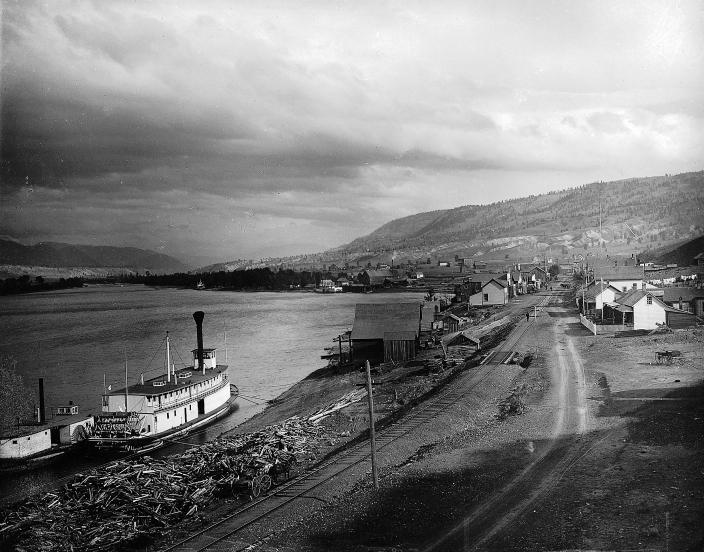
Vaixell de vapor amb pales a Kamloops el 1887

"Kamloops" és la versió anglesa de la paraula en idioma dels Shuswap "Tk'əmlúps", que significa 'trobada de les aigües'. L'idioma Shuswap encara es parla.

## Clima
El clima de Kamloops és semiàrid, segons la Classificació de Köppen fred semi-arid, BSk, per l'efecte de l'ombra pluviomètrica només rep, de mitjana, 277 litres de pluja a l'any (amb el màxim a l'estiu). En períodes curts, Kamloops pot arribar als -20 °C 

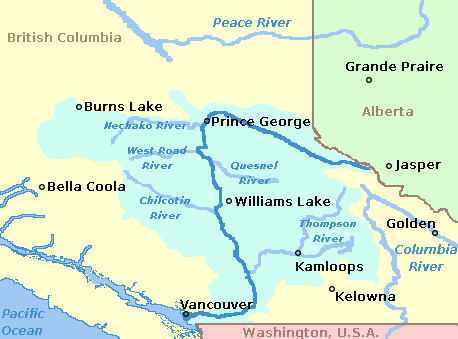
Mapa de Kamloops, BC

La temperatura mitjana de gener és de -2,8 °C i la de juliol de 21,5 °C, segons Environment Canada.
Biogeogràficament està connectat amb altres zones semidesèrtiques del Canadà com la regió d'Okanagan Valley.

## Ciutats agermanades
- Uji, Japó